# Deo Optimo Maximo

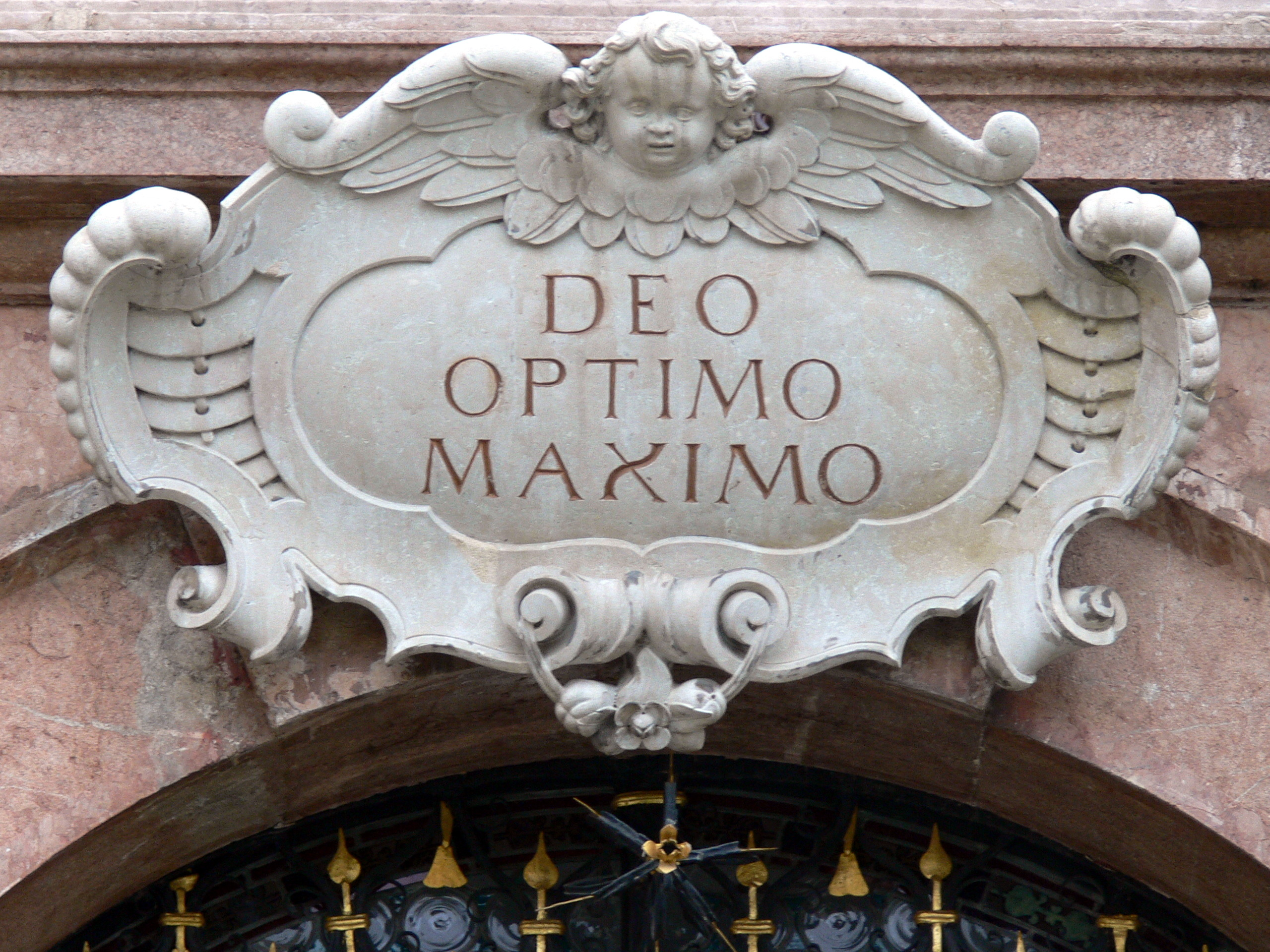
Надпись "Deo Optimo Maximo" - Портал церкви монастыря. Шлегль, Австрия

Deo optimo maximo, латинская фраза, которая часто встречается в виде сокращения DOM или Deo Opt. Max. Эта фраза означает «Величайшему и лучшему богу» или «Богу, лучшему, величайшему».  Первоначально он использовался как языческая фраза, адресованная Юпитеру.
Когда Римская империя была языческим государством, к Юпитеру, верховному богу языческого пантеона обращались фразой: Iovi Optimo Maximo (I.O.M.). Когда Римская империя приняла в качестве государственной религии монотеизм в виде христианства, эту фразу стали адресовать христианскому Богу . Его использование продолжалось ещё долгое время после падения Римской империи, поскольку латынь оставалась церковным и научным языком на Западе.
Таким образом, фразу или её аббревиатуру можно найти во многих церквях эпохи Возрождения и других зданиях, особенно над саркофагами, особенно в Италии и на Мальте.
Сокращение DOM также нанесено на бутылки ликёра Бенедиктин.

## Смотрите также
- Список латинских фраз
- Такбир